# Malawi op de Olympische Jeugdzomerspelen 2010
Malawi nam deel aan de Olympische Jeugdzomerspelen 2010 in Singapore, de eerste editie van de Olympische Jeugdspelen.

## Deelnemers en resultaten
(m) = mannen, (v) = vrouwen 

### Atletiek
| Olympiër     | Discipline | Resultaat | Prestatie                                      |
| ------------ | ---------- | --------- | ---------------------------------------------- |
| Golden Gunde | 400 m (m)  | 14e       | 1R serie 3: 48,68 pr (4e) B-finale: 48,71 (6e) |

### Tafeltennis
| Olympiër                                                  | Discipline    | Resultaat | Prestatie |
| --------------------------------------------------------- | ------------- | --------- | --- |
| Patrick Massah                                            | enkelspel (m) |           | groep B: (4e) 0-3 SIN Zhe Yu Clarence Chew 0-3 TUN Adem Hmam 0-3 TPE Tze-hsiang Hung groep HH: (4e) 0-3 ITA Leonardo Mutti 0-3 SRI Hasintha Arsa Marakkala 0-3 EGY Omar Bedair |
| Patrick Massah + SMR Letizia Giradi (Intercontinentaal-4) | gemengd team  | 1e ronde  | 1e ronde groep B: (4e) 0-3 Hongarije PM 0-3 Tamas Lakates (2-11, 7-11, 6-11) LG 0-3 Mercedes Nagyvardi (6-11, 3-11, 5-11) GD 0-3 (2-11, 1-11, 6-11) 1-3 Europa-5 PM 0-3 CZE Ondrej Bajger (3-11, 5-11, 4-11) LG 1-3 BLR Katsiaryna Baravok (5-11, 5,11,11-9, 8-11) GD 0-3 (11-13, 3-11, 4-11) 0-3 Zuid-Korea PM 0-3 Kim Dong-hyun (3-11, 2-11, 3-11) LG 0-3 Yang Ha-eun (1-11, 3-11, 3-11) GD 0-3 (1-11, 2-11, 4-11) 2e ronde (B fase) 1R: 2-0 NED (NED niet aangetreden) 2R: 0-2 IND PM 0-3 Avik Das (3-11, 5-11, 6-11) LG 0-3 Malika Bhandarkar (3-11, 8-11, 8-11) |

### Zwemmen
| Olympiër    | Discipline    | Resultaat | Prestatie              |
| ----------- | ------------- | --------- | ---------------------- |
| Zahra Pinto | 50 m vrij (v) | 50e       | 1R serie 1: 31,08 (2e) |

Afghanistan · Albanië · Algerije · Amerikaanse Maagdeneilanden · Amerikaans-Samoa · Andorra · Angola · Antigua en Barbuda · Argentinië · Armenië · Aruba · Australië · Azerbeidzjan · Bahama's · Bahrein · Bangladesh · Barbados · België · Belize · Benin · Bermuda · Bhutan · Bolivia · Bosnië en Herzegovina · Botswana · Brazilië · Britse Maagdeneilanden · Brunei · Bulgarije · Burkina Faso · Burundi · Cambodja · Canada · Centraal-Afrikaanse Republiek · Chili · China · Chinees Taipei · Colombia · Comoren · Congo-Brazzaville · Congo-Kinshasa · Cookeilanden · Costa Rica · Cuba · Cyprus · Denemarken · Djibouti · Dominica · Dominicaanse Republiek · Duitsland · Ecuador · Egypte · El Salvador · Equatoriaal-Guinea · Eritrea · Estland · Ethiopië · Fiji · Filipijnen · Finland · Frankrijk · Gabon · Gambia · Georgië · Ghana · Grenada · Griekenland · Groot-Brittannië · Guam · Guatemala · Guinee · Guinee‑Bissau · Guyana · Haïti · Honduras · Hongarije · Hongkong · Ierland · IJsland · India · Indonesië · Irak · Iran · Israël · Italië · Ivoorkust · Jamaica · Japan · Jemen · Jordanië · Kaaimaneilanden · Kaapverdië · Kameroen · Kazachstan · Kenia · Kirgizië · Kiribati · Koeweit · Kroatië · Laos · Lesotho · Letland · Libanon · Liberia · Libië · Liechtenstein · Litouwen · Luxemburg · Macedonië · Madagaskar · Malawi · Malediven · Maleisië · Mali · Malta · Marshalleilanden · Marokko · Mauritanië · Mauritius · Mexico · Micronesië · Moldavië · Monaco · Mongolië · Montenegro · Mozambique · Myanmar · Namibië · Nauru · Nederland · Nederlandse Antillen · Nepal · Nicaragua · Nieuw-Zeeland · Niger · Nigeria · Noord-Korea · Noorwegen · Oeganda · Oekraïne · Oezbekistan · Oman · Oostenrijk · Oost‑Timor · Pakistan · Palau · Palestina · Panama · Papoea-Nieuw-Guinea · Paraguay · Peru · Polen · Portugal · Puerto Rico · Qatar · Roemenië · Rusland · Rwanda · Saint Kitts en Nevis · Saint Lucia · Saint Vincent en Grenadines · Salomonseilanden · Samoa · San Marino · Sao Tomé en Principe · Saoedi-Arabië · Senegal · Servië · Seychellen · Sierra Leone · Singapore · Slovenië · Slowakije · Soedan · Somalië · Spanje · Sri Lanka · Suriname · Swaziland · Syrië · Tadzjikistan · Tanzania · Thailand · Togo · Tonga · Trinidad en Tobago · Tsjaad · Tsjechië · Tunesië · Turkije · Turkmenistan · Tuvalu · Uruguay · Vanuatu · Venezuela · Verenigde Arabische Emiraten · Verenigde Staten · Vietnam · Wit-Rusland · Zambia · Zimbabwe · Zuid-Afrika · Zuid-Korea · Zweden · Zwitserland